# الانتخابات الرئاسية المنغولية 2013
الانتخابات الرئاسية المنغولية هي انتخابات رئاسية عقدت في 26 جوان 2013. أعيد انتخاب مرشح الحزب الديمقراطي المنغولي الرئيس الحالي تشياغين البجدورج بعد فوزه على المرشحين الآخرين: بابمانيوجين باد اردان عن حزب الشعب المنغولي وناستاجين ادفال عن حزب الشعب الثوري المنغولي والذي كان وزيرا للصحة في الفترة الانتخابية.
تولى تشياغين البجدورج المنصب يوم 10 جويلية 2013 لفترة رئاسية ثانية.